# 都築奈加子
都築 奈加子（つづき なかこ、ラテン文字：Nakako Tsuzuki、1975年10月3日 - ）は、東京都出身の女性フィギュアスケートアイスダンス選手で現在はコーチ。アイスダンスの国際テクニカル・スペシャリスト（国際スケート連盟認定の技術審判員）。
現役時代のパートナーは宮本賢二、リナート・ファルクットディノフなど。父は同じくフィギュアスケート選手でコーチの都築章一郎。

## 人物
- 5歳のときにスケートを始め、10歳のときからアイスダンス競技を取り組む。
- 16歳でロシアにスケート留学、18歳でアメリカにスケート留学、27歳でフランスにスケート留学した経緯もあり、ロシア語、英語、フランス語に精通している。
- 3人のパートナーと組み全日本フィギュアスケート選手権で6度の優勝を誇ったがオリンピックには縁がなかった。

## 経歴
- ジュニア時代は木戸章之とカップルを組み、1987年、1988年、1989年全日本フィギュアスケートジュニア選手権で優勝。
- シニア転向後は中村和とカップルを組み、1994年全日本フィギュアスケート選手権優勝。
- 1995年よりユーリス・ラザグリアエフとカップルを組み、1995年、1996年全日本フィギュアスケート選手権優勝。
- 1998年よりリナート・ファルクットディノフとカップルを組み、1998年、1999年、2000年全日本フィギュアスケート選手権優勝。
- 2003年より宮本賢二とカップルを組みトリノオリンピック出場を目指したが出場は適わなかった。
- 2006年アマチュア引退、現在はコーチとして活動している他、国内の大会でアイスダンスの技術審判員を務めている[2]。

## 主な戦績
- 2001-02まではリナート・ファルクットディノフとのカップル。
- 2003-04以降は宮本賢二とのカップル。

| 大会/年            | 1998-99 | 1999-00 | 2000-01 | 2001-02 | 2003-04 | 2004-05 | 2005-06 |
| ------------------ | ------- | ------- | ------- | ------- | ------- | ------- | ------- |
| 世界選手権         | 20      | 18      | 24      |         |         |         |         |
| 四大陸選手権       | 6       | 7       | 7       |         | 9       | 8       | 8       |
| 全日本選手権       | 1       | 1       | 1       |         | 2       | 2       | 2       |
| GPロシア杯         |         |         |         |         | 11      |         | 11      |
| GPNHK杯            |         |         | 10      |         | 10      | 9       | 11      |
| GPエリック杯       |         |         |         |         |         | 11      |         |
| GPスケートアメリカ |         |         | 10      | 10      |         |         |         |
| GPスケートカナダ   |         |         |         | 10      |         |         |         |

### 詳細
| 2005-2006 シーズン  |                                                              |          |          |          |            |
| 開催日              | 大会名                                                       | CD       | OD       | FD       | 結果       |
| 2006年1月23日-28日  | 2006年四大陸フィギュアスケート選手権（コロラドスプリングス） | 7 25.78  | 9 42.25  | 8 71.05  | 8 139.08   |
| 2005年12月23日-25日 | 第74回全日本フィギュアスケート選手権（東京）                 | 2 26.05  | 2 41.74  | 2 70.66  | 2 138.45   |
| 2005年12月1日-4日   | ISUグランプリシリーズ NHK杯（大阪）                          | 11 24.13 | 11 37.12 | 11 64.57 | 11 125.82  |
| 2005年11月24日-27日 | ISUグランプリシリーズ ロシア杯（サンクトペテルブルク）       | 11 22.65 | 11 37.30 | 11 63.06 | 11 123.010 |

| 2004-2005 シーズン  |                                                      |          |          |          |           |
| 開催日              | 大会名                                               | CD       | OD       | FD       | 結果      |
| 2005年2月14日-20日  | 2005年四大陸フィギュアスケート選手権（江陵市）       | 5 31.13  | 7 46.09  | 9 73.23  | 8 150.45  |
| 2004年12月24日-26日 | 第73回全日本フィギュアスケート選手権（新横浜）       | 2 28.85  | 2 42.66  | 2 76.40  | 2 147.91  |
| 2004年11月19日-21日 | ISUグランプリシリーズ エリック・ボンパール杯（パリ） | 9 27.13  | 12 35.04 | 11 59.78 | 11 121.95 |
| 2004年11月4日-7日   | ISUグランプリシリーズ NHK杯（名古屋）                | 10 25.90 | 9 36.68  | 9 59.24  | 9 121.82  |

| 2003-2004 シーズン  |                                                    |          |          |          |           |
| 開催日              | 大会名                                             | CD       | OD       | FD       | 結果      |
| 2004年2月19日-25日  | 2004年四大陸フィギュアスケート選手権（ハミルトン） | 9        | 9        | -        | 9         |
| 2003年12月25日-26日 | 第72回全日本フィギュアスケート選手権（長野）       | 2        | 2        | 2        | 2         |
| 2003年11月27日-30日 | ISUグランプリシリーズ NHK杯（旭川）                | 10 25.89 | 11 33.71 | 10 68.26 | 10 127.86 |
| 2003年11月20日-23日 | ISUグランプリシリーズ ロシア杯（モスクワ）         | 10 29.22 | 12 33.84 | 11 66.01 | 11 129.07 |